# 伊林齊區

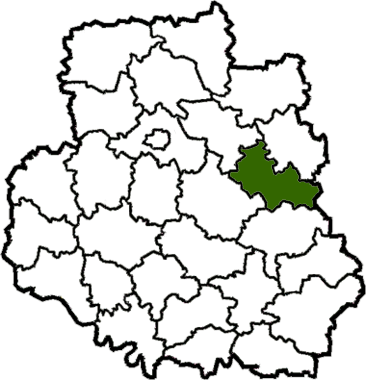
伊林齊區在文尼察州的位置

伊林齊區（烏克蘭語：Іллінецький район）是位於烏克蘭西南部的舊區，由文尼察州負責管轄，首府設於伊林齊，並於2020年被撤銷。該區面積910平方公里，2013年人口38,295，人口密度每平方公里42.08人。